# KFC Uerdingen 05
KFC Uerdingen 05, în trecut cunoscut ca Bayer Uerdingen, este un club de fotbal din Krefeld, Germania.
Echipa a fost fondată în 1905. Din 1953 până în 1995 clubul s-a numit FC Bayer 05 Uerdingen după sponsorul principal Bayer. Clubul a petrecut 14 sezoane în Bundesliga între anii 1975-1996.
În anul 1985 a cucerit Cupa Germaniei. În sezonul următor echipa a reușit să ajungă în semifinalele Cupei Cupelor, fiind eliminată de Atlético Madrid, după ce a trecut de Dynamo Dresda într-un sfert de finală germano-german. Dresda a câștigat pe teren propriu cu 2-0, și pe stadionul Grotenburg din Uerdingen a condus cu 3-1 la pauză. Dar la a două repriză Uerdingen a dat 6 goluri. Meciul a devenit cunoscut ca „Minunea de pe Grotenburg”.